# Lielais Kristaps
Lielais Kristaps (en letó: Lielais Kristaps (kinofestivāls)) és un festival de cinema de Letònia per premiar els millors aportaments cinematogràfics nacionals, es va celebrar per primera vegada el 1977. Des de 2001 s'organitza cada dos anys.

## Trofeu
El premi és una estatueta de l'heroi popular letó Liela Kristapa, el primer model de fusta va ser fet per l'escultor Mārtiņš Zaurs (1915-1998). Inicialment el trofeu se l'enduia el guanyador durant un any fins a la nova edició del festival. Després es gravava el títol de la pel·lícula guanyadora a la base de l'estatueta. A la història del festival hi ha hagut tres escultures. Des de 1998 els originals de fusta es conserven al Museu del Cinema de Riga, i s'ofereix als guanyadors una petita petita estàtua de bronze creada per l'escultor Zigmunds Ozoliņa. L'any 2012 amb motiu de la celebració del 25 aniversari, el trofeu dels premis va ser una silueta de Liela Kristapa.

## Premis

### Millor pel·lícula
| Any  | Pel·lícula                             | Director                                             |
| ---- | -------------------------------------- | ---------------------------------------------------- |
| 1977 | Puika                                  | Aivars Freimanis                                     |
| 1978 | Teātris                                | Jānis Streičs                                        |
| 1979 | no adjudicat                           | no adjudicat                                         |
| 1980 | Novēli man lidojumam nelabvēlīgu laiku | Varis Brasla                                         |
| 1981 | Limuzīns Jāņu nakts krāsā              | Jānis Streičs                                        |
| 1982 | no adjudicat                           | no adjudicat                                         |
| 1983 | no adjudicat                           | no adjudicat                                         |
| 1984 | no adjudicat                           | no adjudicat                                         |
| 1985 | Emīla nedarbi                          | Varis Brasla                                         |
| 1986 | Lūcija Ločmele                         | Lūcija Ločmele                                       |
| 1987 | no adjudicat                           | no adjudicat                                         |
| 1988 | Par mīlestību pašreiz nerunāsim        | Varis Brasla                                         |
| 1989 | Dzīvīte                                | Aivars Freimanis                                     |
| 1990 | Ievas paradīzes dārzs                  | Arvīds Krievs                                        |
| 1991 | Cilvēka bērns                          | Jānis Streičs                                        |
| 1993 | Būris                                  | Ansis Epners                                         |
| 1996 | no adjudicat                           | no adjudicat                                         |
| 1998 | Izpostītā ligzda                       | Uldis Pūcītis Armands Zvirbulis                      |
| 2000 | Kāzas                                  | Viestur Kairish                                      |
| 2001 | Pa ceļam aizejot                       | Viestur Kairish                                      |
| 2003 | Pitons                                 | Laila Pakalniņa                                      |
| 2005 | Ūdensbumba resnajam runcim             | Varis Brasla                                         |
| 2007 | Vogelfrei                              | Jānis Kalējs Gatis Šmits Jānis Putniņš Anna Viduleja |
| 2009 | Loss                                   | Māris Martinsons                                     |
| 2011 | Golfa straume zem ledus kalna          | Jevgeņijs Paškēvičs                                  |

### Millor documental
| Any  | Documental                    | Director                 |
| ---- | ----------------------------- | ------------------------ |
| 1978 | Sieviete, kuru gaida          | Ivars Seleckis           |
| 1979 | Četri meklē miljonu           | Ansis Epners             |
| 1980 | Saruna ar karalieni           | Rolands Kalniņš          |
| 1981 | no adjudicat                  | no adjudicat             |
| 1982 | Strēlnieku zvaigznājs         | Juris Podnieks           |
| 1983 | no adjudicat                  | no adjudicat             |
| 1984 | no adjudicat                  | no adjudicat             |
| 1985 | Veļ Sīzifs akmeni             | Juris Podnieks           |
| 1986 | Vai viegli būt jaunam?        | Juris Podnieks           |
| 1987 | Gaismēnas                     | Arnis Akmeņlauks         |
| 1988 | Šķērsiela                     | Ivars Seleckis           |
| 1989 | Izlūkdienesta priekšnieks     | Romualds Pipars          |
| 1990 | Es esmu latvietis             | Ansis Epners             |
| 1991 | Krustceļš                     | Juris Podnieks           |
| 1993 | Naivie                        | Dainis Kļava             |
| 1996 | no adjudicat                  | no adjudicat             |
| 1998 | Debesu sala                   | Ivo Kalpenieks           |
| 2000 | Jaunie laiki Šķērsielā        | Ivars Seleckis           |
| 2001 | Rīga. Desmit gadus pēc        | Arta Biseniece           |
| 2003 | Bet stunda nāk                | Juris Poškus             |
| 2005 | Tārps                         | Andis Mizišs             |
| 2007 | Mans vīrs Andrejs Saharovs    | Ināra Kolmane            |
| 2009 | Bekons, sviests un mana Mamma | Ilze Burkovska-Jakobsena |
| 2011 | Dokumentālists                | Ivars Zviedris           |

### Millor Animació
| Any  | Pel·lícula                                    | Director                  |
| ---- | --------------------------------------------- | ------------------------- |
| 1980 | Kā es braucu Ziemeļmeitas lūkoties            | Roze Stiebra              |
| 1981 | Bimini                                        | Arnolds Burovs            |
| 1983 | Kabata                                        | Roze Stiebra              |
| 1984 | Sapnis                                        | Arnolds Burovs            |
| 1985 | Fantadroms. Sāls                              | Ansis Bērziņš             |
| 1986 | Trilogy Sapnis, Pēdējā lapa, Princese un puma | Arnolds Burovs            |
| 1987 | Bruņurupuči                                   | Ansis Bērziņš             |
| 1988 | Skatāmpanti                                   | Roze Stiebra              |
| 1990 | Rezgalības I                                  | Jānis Cimermanis          |
| 1991 | no adjudicat                                  | no adjudicat              |
| 1993 | Ness un Nesija                                | Roze Stiebra              |
| 1996 | Munks un Lemijs                               | Nils Skapāns              |
| 1998 | Pasaciņas. Miega vilcieniņš                   | Roze Stiebra              |
| 2000 | Velniņi                                       | Inga Riba                 |
| 2001 | Neparastie rīdzinieki                         | Roze Stiebra              |
| 2003 | Vectēva medus                                 | Vladimirs Ļeščovs         |
| 2005 | Bezmiegs                                      | Vladimirs Ļeščovs         |
| 2007 | Lote no Izgudrotāju ciema                     | Heiki Ernits Janno Põldma |
| 2009 | Spārni un airi                                | Vladimirs Ļeščovs         |
| 2011 | Norīt krupi                                   | Jurģis Krāsons            |

### Millor curtmetratge
| Any  | Pel·lícula            | Director                 |
| ---- | --------------------- | ------------------------ |
| 2000 | Latvietis pūš pīlītes | Agnese Bule              |
| 2001 | Klupiens              | Andis Mizišs             |
| 2003 | no adjudicat          | no adjudicat             |
| 2005 | Aģents iemīlas        | Gatis Šmits              |
| 2007 | Ūdens                 | Laila Pakalniņa          |
| 2009 | Apsēstība             | Ivars Tontegode          |
| 2011 | Filma                 | Ivo Briedis, Māra Ķimele |

### Millor guionista
| Any  | Guionista                                            | Pel·lícula                     |
| ---- | ---------------------------------------------------- | ------------------------------ |
| 1988 | Oļegs Mandžijevs                                     | Zīlēšana uz jēra lāpstiņas     |
| 1989 | Aivars Freimanis                                     | Dzīvīte                        |
| 2000 | Maija Amoliņa                                        | Mariss Jansons                 |
| 2001 | Tomass Raudams Pēteris Simms                         | Labās rokas                    |
| 2003 | Viktors Duks Askolds Saulītis                        | Keep smiling!                  |
| 2005 | Alvis Lapiņš                                         | Ūdensbumba resnajam runcim     |
| 2007 | Jānis Kalējs Gatis Šmits Jānis Putniņš Anna Viduleja | Vogelfrei                      |
| 2009 | Pauls Bankovskis                                     | Klucis – nepareizais latvietis |
| 2011 | Ēriks Lanss                                          | Stacija “Latvieši”. 1937       |

### Millor director
| Any  | Director            | Pel·lícula                           |
| ---- | ------------------- | ------------------------------------ |
| 1988 | Ada Neretniece      | Zīlēšana uz jēra lāpstiņas           |
| 1989 | Aivars Freimanis    | Dzīvīte                              |
| 2000 | Pēteris Simms       | novele Aīda filmā Trīs stāsti par... |
| 2001 | Pēteris Simms (2)   | Labās rokas                          |
| 2005 | Gatis Šmits         | Aģents iemīlas                       |
| 2007 | Juris Poškus        | Monotonija                           |
| 2009 | Armands Zvirbulis   | Mazie laupītāji                      |
| 2011 | Jevgēņijs Paškēvičs | Golfa straume zem ledus kalna        |

### Millor actriu
| Any  | Actriu              | Pel·lícula                      |
| ---- | ------------------- | ------------------------------- |
| 1986 | Zane Jančevska      | Bailes                          |
| 1987 | Zane Jančevska (2)  | Aija                            |
| 1988 | Ilze Rūdolfa        | Par mīlestību pašreiz nerunāsim |
| 1989 | Indra Briķe         | Dzīvīte                         |
| 2000 | Nora Veignere       | Anna                            |
| 2001 | Rēzija Kalniņa      | Labās rokas                     |
| 2003 | Kristīne Nevarauska | Sauja ložu                      |
| 2005 | Akvelīna Līvmane    | Rudens rozes                    |
| 2007 | Iveta Pole          | Monotonija                      |
| 2009 | no adjudicat        | no adjudicat                    |
| 2012 | Iveta Pole (2)      | Kolka Cool                      |

### Millor actor
| Any  | Actor             | Pel·lícula                           |
| ---- | ----------------- | ------------------------------------ |
| 1986 | Juris Žagars      | Dubultnieks                          |
| 1987 | Alvis Hermanis    | Fotogrāfija ar sievieti un mežakuili |
| 1988 | Tinu Karks        | Viss kārtībā                         |
| 1989 | Eduards Pāvuls    | Zītaru dzimta                        |
| 1998 | Artūrs Skrastiņš  | Likteņdzirnas                        |
| 2000 | Andris Keišs      | Kāzas                                |
| 2001 | Renārs Kaupers    | Vecās pagastmājas mistērija          |
| 2003 | Voldemārs Karpačs | Pēdējā padomju filma                 |
| 2005 | Rūdolfs Plēpis    | Baltais zvērs                        |
| 2007 | Juris Žagars (2)  | Tumšie brieži                        |
| 2009 | no adjudicat      | no adjudicat                         |
| 2012 | Romualds Ancāns   | Rūdolfa mantojums                    |
| 2012 | Andris Keišs (2)  | Seržanta Lapiņa atgriešanās          |